# Клари (кантон)

Кантон Клари в составе округа Камбре

Клари́ (фр. Clary) — упраздненный кантон во Франции, регион Нор — Па-де-Кале, департамент Нор. Входил в состав округа Камбре.
В состав кантона входили коммуны (население по данным Национального института статистики Архивная копия от 14 марта 2014 на Wayback Machine за 2011 г.):
- Бертри (2 222 чел.)
- Бюзиньи (2 566 чел.)
- Валлинкур-Сельвиньи (2 106 чел.)
- Вилле-Утрео (2 152 чел.)
- Деери (43 чел.)
- Клари (1 140 чел.)
- Кодри (14 582 чел.)
- Коллери (454 чел.)
- Линьи-ан-Камбрези (1 825 чел.)
- Маленкур (511 чел.)
- Марец (1 481 чел.)
- Монтиньи-ан-Камбрези (586 чел.)
- Окур-ан-Камбрези (212 чел.)
- Эленкур (634 чел.)
- Эн (658 чел.)

## Экономика
Структура занятости населения:
- сельское хозяйство — 2,2 %
- промышленность — 29,8 %
- строительство — 6,3 %
- торговля, транспорт и сфера услуг — 34,0 %
- государственные и муниципальные службы — 27,8 %

Уровень безработицы (2010) - 19,5 % (Франция в целом - 12,1 %, департамент Нор - 15,5 %). 

Среднегодовой доход на 1 человека, евро (2010) - 17 725 (Франция в целом - 23 780, департамент Нор - 21 164).

## Политика
На президентских выборах 2012 г. жители кантона отдали в 1-м туре Франсуа Олланду 27,4 % голосов против 27,0 % у Марин Ле Пен и 23,5 % у Николя Саркози, во 2-м туре в кантоне победил Олланд, получивший 53,1 % голосов (2007 г. 1 тур: Саркози - 26,9 %, Сеголен Руаяль - 24,2 %; 2 тур: Саркози - 51,0 %). На выборах в Национальное собрание в 2012 г. по 18-му избирательному округу департамента Нор они поддержали действующего депутата, мэра Камбре Франсуа-Ксавье Виллена, набравшего 45,9 % голосов в 1-м туре и 60,9 % - во 2-м туре. (2007 г. Франсуа-Ксавье Виллен (СНД): 1-й тур: - 46,4 %, 2-й тур - 55,7 %).  На региональных выборах 2010 года победили "левые": список социалистов, набрав 28,2 % опередил «правых» во главе с СНД (20,8 %); во 2-м туре единый «левый список» с участием социалистов, коммунистов и «зеленых» победил, набрав 47,3 % против 26,7 % у «правых» и 26,0 % у Национального фронта.
|  | Кандидат                | Партия                  | % голосов |
|  | ----------------------- | ----------------------- | --------- |
|  | Ги Брику                | Правые партии           | 61,57     |
|  | Кристиана Маранд-Подвен | Социалистическая партия | 19,49     |
|  | Мелани Дисдье           | Национальный фронт      | 11,92     |
|  | Брижитт Лефевр          | Коммунистическая партия | 7,03      |